# Booz Allen Classic
De Boos Allen Classic was een golftoernooi van de Amerikaanse PGA Tour van 1968 tot en met 2006. 
Het toernooi begon in 1968 als de Kemper Classic en veranderde vanaf 2000 door toedoen van sponsors een paar keer van naam. De laatste editie was in 2006.
Jarenlang werd het Kemper Open gespeeld in de week na het US Open. De topspelers die daar de hele week gespeeld hadden, namen de week daarop vrij, en mindere spelers kregen dan de kans mee te doen. Vandaar dat onder de winnaars niet veel bekende namen voorkomen.
| Jaar                  | Baan                                                  | Winnaar         |
| Kemper Open           | Kemper Open                                           | Kemper Open     |
| --------------------- | ----------------------------------------------------- | --------------- |
| 1968                  | Pleasant Valley Country Club in Sutton, Massachusetts | Arnold Palmer   |
| 1969                  | Quail Hollow Club in Charlotte, North Carolina        | Dale Douglass   |
| 1970                  | Quail Hollow Club in Charlotte, North Carolina        | Dick Lotz       |
| 1971                  | Quail Hollow Club in Charlotte, North Carolina        | Tom Weiskopf    |
| 1972                  | Quail Hollow Club in Charlotte, North Carolina        | Doug Sanders    |
| 1973                  | Quail Hollow Club in Charlotte, North Carolina        | Tom Weiskopf    |
| 1974                  | Quail Hollow Club in Charlotte, North Carolina        | Bob Menne       |
| 1975                  | Quail Hollow Club in Charlotte, North Carolina        | Raymond Floyd   |
| 1976                  | Quail Hollow Club in Charlotte, North Carolina        | Joe Inman       |
| 1977                  | Quail Hollow Club in Charlotte, North Carolina        | Tom Weiskopf    |
| 1978                  | Quail Hollow Club in Charlotte, North Carolina        | Andy Bean       |
| 1979                  | Quail Hollow Club in Charlotte, North Carolina        | Jerry McGee     |
| 1980                  | Congressional Country Club in Bethesda, Maryland      | John Mahaffey   |
| 1981                  | Congressional Country Club in Bethesda, Maryland      | Craig Stadler   |
| 1982                  | Congressional Country Club in Bethesda, Maryland      | Craig Stadler   |
| 1983                  | Congressional Country Club in Bethesda, Maryland      | Fred Couples    |
| 1984                  | Congressional Country Club in Bethesda, Maryland      | Greg Norman     |
| 1985                  | Congressional Country Club in Bethesda, Maryland      | Bill Glasson    |
| 1986                  | Congressional Country Club in Bethesda, Maryland      | Greg Norman     |
| 1987                  | TPC at Avenel course in Potomac, Maryland             | Tom Kite        |
| 1988                  | TPC at Avenel course in Potomac, Maryland.            | Morris Hatalsky |
| 1989                  | TPC at Avenel course in Potomac, Maryland.            | Tom Byrum       |
| 1990                  | TPC at Avenel course in Potomac, Maryland.            | Gil Morgan      |
| 1991                  | TPC at Avenel course in Potomac, Maryland.            | Billy Andrade   |
| 1992                  | TPC at Avenel course in Potomac, Maryland.            | Bill Glasson    |
| 1993                  | TPC at Avenel course in Potomac, Maryland.            | Grant Waite     |
| 1994                  | TPC at Avenel course in Potomac, Maryland.            | Mark Brooks     |
| 1995                  | Congressional Country Club                            | Lee Janzen.     |
| 1996                  | TPC at Avenel course in Potomac, Maryland.            | Steve Stricker  |
| 1997                  | TPC at Avenel course in Potomac, Maryland.            | Justin Lonard   |
| 1998                  | TPC at Avenel course in Potomac, Maryland.            | Stuart Appleby  |
| 1999                  | TPC at Avenel course in Potomac, Maryland.            | Rich Beem       |
| Kemper Insurance Open |                                                       |                 |
| 2000                  | TPC at Avenel course in Potomac, Maryland.            | Tom Sherrer     |
| 2001                  | TPC at Avenel course in Potomac, Maryland.            | Frank Lickliter |
| 2002                  | TPC at Avenel course in Potomac, Maryland.            | Bob Estes       |
| FBR Capital Open      |                                                       |                 |
| 2003                  | TPC at Avenel course in Potomac, Maryland.            | Rory Sabbatini. |
| Booz Allen Classic    |                                                       |                 |
| 2004                  | TPC at Avenel course in Potomac, Maryland.            | Adam Scott      |
| 2005                  | Congressional Country Club                            | Sergio García   |
| 2006                  | TPC at Avenel course in Potomac, Maryland.            | Ben Curtis      |

In 2006 was het prijzengeld $ 5.000.000. Het toernooi werd gestart op dinsdag. Er was zoveel wind dat het toernooi toch gestopt moest worden. Het bleek achteraf de laatste editie te zijn. In 2007 begon de AT&T National, wat een 'Invitational' toernooi is.
Van 1979 tot en met 1992 werd ook het Women's Kemper Open gespeeld.